# Papa Estêvão VI

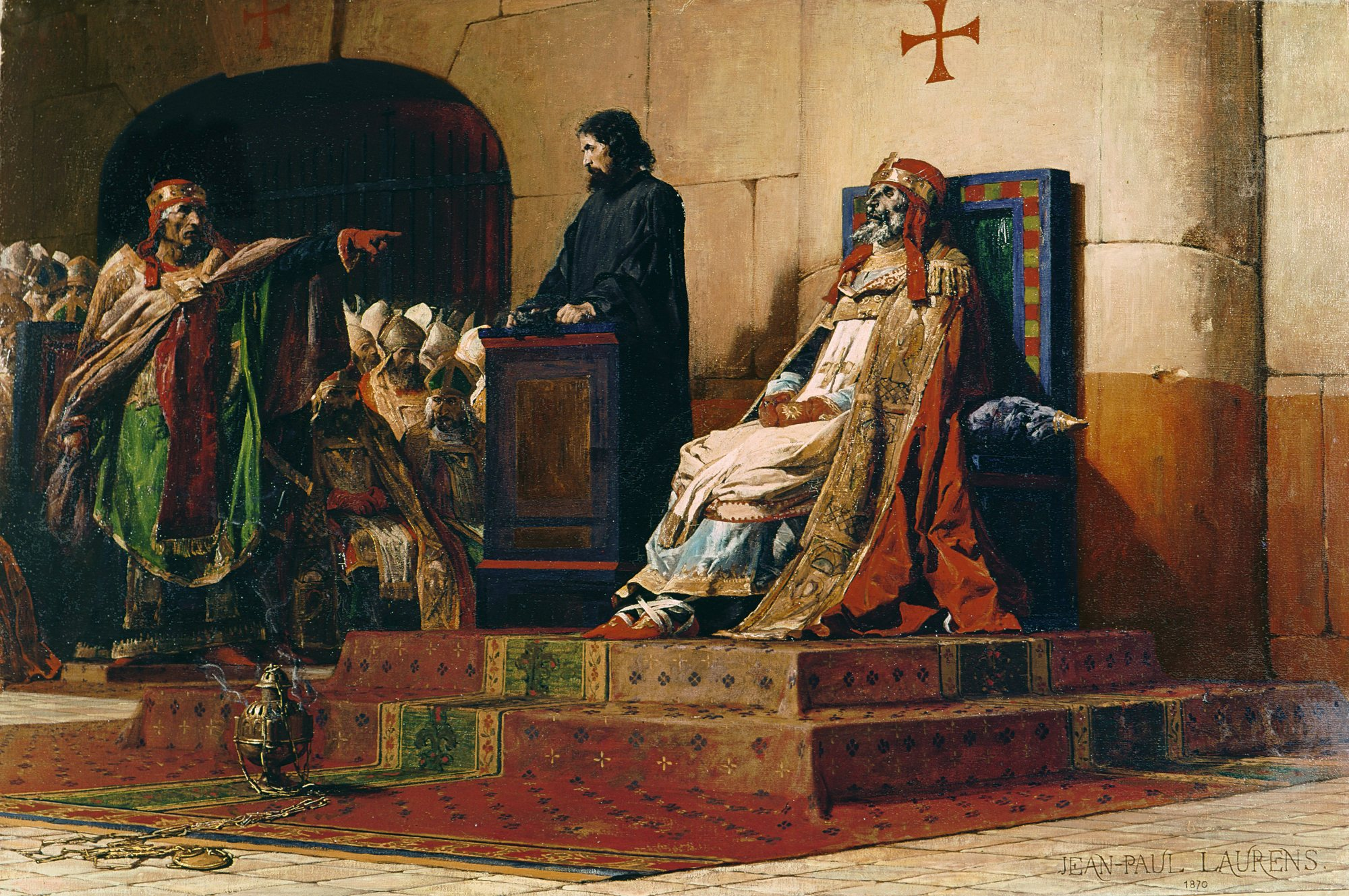
Papa Estêvão VII (à esquerda) no Sínodo Cadavérico de Formoso.

Estêvão VI (em latim: Stephanus VI); (Gallese, c. 850 - Roma, c. 14 de agosto de 897) foi o 113.º Papa da Igreja Católica de 22 de maio de 896 até a data de sua morte. Sucedeu ao Papa Bonifácio VI. Morto Bonifácio VI, o partido dos duques de Espoleto elevou ao trono pontifício o romano Estêvão, filho de João. Com ele entrou em Roma o poder de Lamberto de Espoleto. A mãe deste, a terrível Ageltrudes, fez com que Estêvão reconhecesse como único imperador a Lamberto e reprovasse os atos do finado Papa Formoso, que coroara Arnolfo da Alemanha.
Os partidários de Lamberto instituíram um tribunal que passou à História com o nome de "Sínodo do Cadáver". À presença de Lamberto e da imperatriz-mãe, rodeados de eclesiásticos, foi trazido o cadáver mumificado de Formoso, retirado sacrílegamente de seu ataúde. Foi o corpo assentado num trono e acusado do grande crime de haver aceito ser Papa (os Papas são Bispos de Roma), quando já era Bispo de Porto. Intimado a se defender, e logicamente nada respondendo, foi o morto julgado criminoso, despojado das insígnias pontificais; cortaram-lhe os dedos da destra que abençoara as multidões; o corpo foi depois atirado ao rio Tibre.
Estêvão VI, aliás, acabou seus dias aprisionado por seus ex-amigos e estrangulado. O Papa Sérgio III erigiu-lhe um mausoléu, com uma inscrição em que se conta seu trágico fim devido exclusivamente à ingerência de partidos políticos civis. Quanto a Formoso, seu maltratado corpo foi sepultado entre papas, por Teodoro II, e sua memória foi defendida plenamente por João IX.